# Морлахи

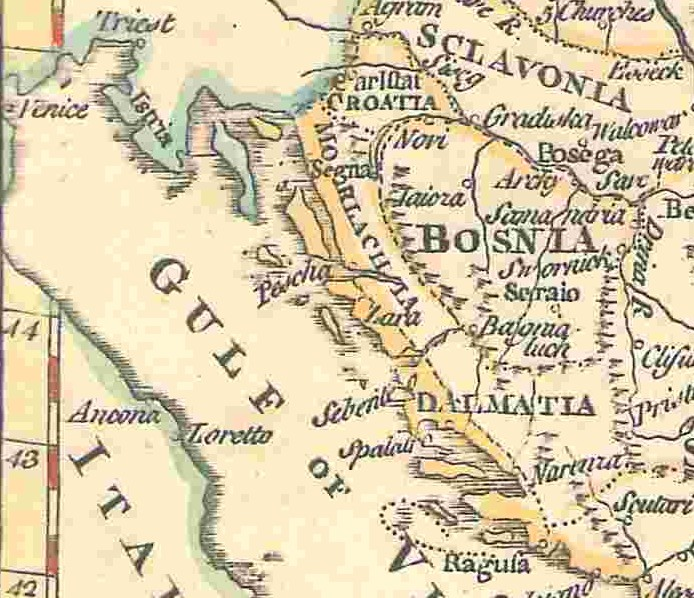
На мапі Адріатики свого часу було нанесено Морлахію

Морлахи (також морлаки, мавро-волохи) – одна із практично зниклих етнографічних груп східнороманського походження, що населяла гірські райони на заході Балканського півострова (сучасна Боснія і Герцеговина, пізніше також Хорватія та Чорногорія).
Походження екзоетноніму неясне. Мабуть, це калька з турецького «кара-волохи», оскільки чорний колір (колір ночі) асоціювався у тюрків з північчю, а кара-волохи проживали на крайньому північному заході Османської імперії. Згодом вони зазнали слов'янізації, зробивши внесок у загальнобалканську культуру. За переписом 1991 року в Хорватії проживало 22 морлахи, хоча в даний час термін вживається чисто географічно — для опису вихідців із таких країв Хорватії, як Далмація, Загора і Лика та всієї колишньої Морлахії. Мабуть, залишкове морлаське походження мають істрорумуни, які також перебувають під загрозою асиміляції.

## Історія
У XII столітті морлахи перейшли хребет Велебит і розсіялися серед слов'янського населення Далмації, оселившись на землях від Морлацького каналу до річки Нарента і потім досягли навіть островів Адріатики. Близько 1450 року групи кара-волохів переправилися на острів Крк, оселившись у селах Дубашниця і Поліця близько від місцевого далматинськомовного населення, з яким однак у напівкочових скотарів волохів було вже мало спільного. Місцевість із високим зосередженням морлахів отримала назву Морлахія. У Боснії виділялася область Стара Влашка. Чимало волохів було в області Військова границя на стику австро-угорських та османських земель.

## Культура
Побут морлахів був убогий і невигадливий. Ось як описують його вчені з Віленського університету, які відвідали Далмацькі степи (Морлахію) близько 1820 року:
|  | Морлах охоче ділиться останнім шматком нашвидку випеченого хліба (його мовою званого фогачем) і готовий супроводжувати вас для оборони від убивць і грабіжників. |

Культура морлахів відрізнялася значним слов'янським впливом, хоча процес їхньої повної асиміляції тривав не менш ніж шість століть. Приміром, ще в XVIII столітті Альберто Фортіс відвідав морлаські села й слухав народні балади морлахів, пов'язані з турецьким захопленням області Косово. Традиційний струнний інструментом морлахів – гуслі. Пісні зібрав шотландський письменник лорд Б'ют, близький до двору короля Георга III.